# NGC 1809
NGC 1809 este o galaxie spirală situată în constelația Peștele de Aur. A fost descoperită în 1834 de către John Herschel. Se află la o distanță de 19,95 megaparseci de Pământ.